# Perizoma derasa
Perizoma derasa är en fjärilsart som beskrevs av Nessling 1938. Perizoma derasa ingår i släktet Perizoma och familjen mätare. Inga underarter finns listade i Catalogue of Life.